# جاكوب نيومان
جاكوب نيومان (بالنرويجية البوكمول: Jacob Neumann)‏ هو قسيس وسياسي نرويجي، ولد في 13 يوليو 1772 في درامن في النرويج، وتوفي في 25 يناير 1848 في برغن في النرويج. انتخب عضو برلمان النرويج ‏.